# Association française de cristallographie
Pour les articles homonymes, voir AFC.
L’Association française de cristallographie (AFC) est une société savante qui rassemble les physiciens, chimistes et biologistes qui utilisent les cristaux et la cristallographie pour leurs recherches ou développent des méthodes en cristallographie. 
À l'origine, l'Association Française de Cristallographie, issue de la Société Minéralogique de France, a été créée  pour représenter la France auprès de l'Union Internationale de Cristallographie créée en 1946. Son but initial était de «servir de lien entre les différents laboratoires universitaires, officiels ou privés, qui s'intéressent aux travaux concernant la structure cristalline (ou microcristalline) de la matière et les propriétés des cristaux ». L'Association est présidée par Charles Mauguin et tient sa première réunion les 17 et 18 avril 1947. Le courrier est a adressé à Emmanuel Grison, Laboratoire central des Services Chimiques de l’État, 12, quai Henri IV, Paris. 
Le 20 juillet 1953 Hubert Curien et André Guinier déposent officiellement les statuts de l'association qui relève dès lors de la loi du 1er juillet 1901.
Aujourd’hui, ses principales missions sont de promouvoir l’échange de savoirs et les interactions entre les cristallographes francophones de toutes disciplines, notamment par l’organisation de colloques thématiques ou interdisciplinaires et des actions d’enseignement et de formation. À l’occasion de ses colloques, l'AFC attribue un prix de thèse qui se décline en trois mentions : biologie, chimie et physique.
Au niveau international, l’AFC désigne les membres du Comité national de cristallographie auprès du Comité français des unions scientifiques internationales (COFUSI), qui représente la France auprès de l’International Council for Science (ICSU) dont le siège et la présidence actuelle sont en France. Le Comité national de cristallographie représente la France auprès de l’Union internationale de cristallographie.
L'AFC est actuellement présidée par Claude Sauter, chercheur à Institut de Biologie Moléculaire et Cellulaire à Strasbourg.

## L’AFC au carrefour des disciplines
La cristallographie étudie les cristaux de l’échelle atomique jusqu'à l'échelle macroscopique. Ces cristaux peuvent être composés d'atomes, ions, molécules organiques ou macromolécules biologiques, mais il peut aussi s’agir d’objets quasi-cristallins tels que ceux qui intéressent les physiciens des matériaux. Les méthodes expérimentales, l’instrumentation et les domaines de recherche de la cristallographie relèvent ainsi de la physique, de la chimie et de la biologie, mais aussi des mathématiques qui jouent un rôle essentiel dans les méthodes de détermination structurale. La cristallographie est ainsi l’un des plus beaux exemples d’interdisciplinarité scientifique. Aujourd’hui, elle continue à relever de nombreux défis au carrefour de ces disciplines.
L’analyse structurale en chimie a été à l’origine un moteur du développement de la cristallographie. La cristallographie chimique est aujourd’hui implantée dans tous les laboratoires de chimie organique ou inorganique. C'est un outil indispensable pour caractériser la structure de molécules originales et pour comprendre la relation entre la structure, la réactivité et les propriétés physiques (électriques, magnétiques, optiques…) de ces molécules. Les développements en instrumentation (détecteurs, …) et en méthodologie (charge-flipping, densité de charge…) se combinent pour décrire les structures de façon de plus en plus fine, intégrer des informations issues d’autres approches structurales et physico-chimiques, et renforcer le lien entre théorie (modélisation) et expériences. Une tendance actuelle, que l’on retrouve en physique, va également vers l’étude d’objets qui ne sont pas strictement périodiques, comme illustré par les nouveaux formalismes de structures modulées incommensurables. Le prix Nobel de Chime 2011 a ainsi été attribué à Daniel Shechtman pour sa découverte des quasi-cristaux dans les années 1990.
Cette évolution de la cristallographie vers l’étude de systèmes non parfaitement périodiques est présente également en physique. Les recherches de cristallographie en physique portent largement sur l’étude des matériaux dans leurs conditions d’environnement ou dans leur mise en forme. Elles incluent notamment les applications de diffraction de surface (couches minces, multicouches, surfaces), l’étude fine des transitions structurales, l’étude des caractéristiques microstructurales (textures, fautes, perfection cristalline). Comme en chimie, l’association de plusieurs méthodes expérimentales est de plus en plus souvent pertinente (diffraction, spectroscopies, tomographie). L’étude de nano-objets, et notamment celle de leur formation in situ, constitue un nouveau tournant en pleine expansion au sein de la communauté des cristallographes. En termes de méthodes, il faut souligner le développement de nouvelles méthodes structurales qui visent à exploiter des complexités telles que la diffusion anomale/résonante, la diffusion diffuse ou la diffusion cohérente, non en les évacuant comme termes correctifs, mais comme des données complémentaires permettant d’aller plus loin que la diffraction. Ces progrès méthodologiques issus des problématiques de la physique pourraient trouver d’autres applications en chimie comme en biologie.
Dans le domaine de la biologie structurale, les nouveaux défis portent notamment sur l’étude d’assemblages de protéines de très grande taille et de protéines membranaires. Il s’agit probablement des plus grands objets moléculaires analysés en cristallographie, souvent fragiles, et capables d’importants réarrangements structuraux qui leur permettent de réaliser leur fonction biologique. Pour reconstituer ce film structural à l’échelle atomique, les principaux développements se situent chez les biochimistes, qui vont reconstituer ces assemblages in vitro et inventer des méthodes pour les piéger dans des conformations spécifiques au sein des cristaux, en termes d’instrumentation synchrotron et de stratégies de collecte optimisées pour la diffraction de ces cristaux particulièrement fragiles et au faible pouvoir diffractant, et de nouvelles méthodologies mathématiques et physiques pour exploiter toute l’information plutôt que de la contourner par des termes correctifs. Comme en chimie et en physique, le domaine se caractérise également par une intégration de plus en plus forte avec d’autres méthodes structurales qui ne nécessitent pas que l'échantillon soit à l'état cristallin, telles que la cryo-microscopie électronique, le SAXS et la RMN. La structure cristalline du ribosome, une gigantesque usine biologique composée de protéines et d’ARN qui préside à la synthèse des protéine, ou celle de récepteurs à 7 hélices transmembranaires couplés au protéines G, sont de magnifiques exemples de ces nouvelles avancées. Trois cristallographes (V. Ramakrishnan, T.A. Steitz et A. Yonath) ont reçu le prix Nobel de Chimie en 2009 pour avoir résolu la structure du ribosome. Le prix Nobel de Chimie 2012 a été attribué à B. Kobilka pour la structure cristallographique d'un récepteur transmembranaire couplé aux protéines G capturé en complexe avec la protéine G intracellulaire publiée en 2011, prix partagé avec R. Lefkowitz pour la découverte de ces récepteurs.

## L’AFC et le grand public
L’AFC a édité un catalogue 200 ans de Cristallographie en France à l’occasion du XVe Congrès de l'Union internationale de cristallographie, organisé par la France en 1990. Ce catalogue brosse le portrait des cristallographes français de la cristallographie qui ont marqué l'histoire de la cristallographie depuis le XVIIIe siècle : Jean-Baptiste Romé de L'Isle, René Just Haüy, Gabriel Delafosse, Louis Pasteur, Auguste Bravais, Pierre Curie, Georges Friedel, Charles Mauguin, André Guinier, Hubert Curien.
Plus récemment, c’est en partenariat avec le musée de la ville de Grenoble que l’AFC a organisé en 2009 une exposition sur le cristal qui retrace l’histoire de la cristallographie et illustre ses multiples facettes.

## Anciens présidents
- Philippe Guionneau (2017-2021)
- René Guinebretière (2013-2016)
- Jacqueline Cherfils (2011-2013)
- Jean-Claude Daran (2008-2010)
- Jean-Louis Hodeau (2003-2007)
- Claude Lecomte (1997-2002)
- Roger Fourme (1994-1997)
- Massimo Marezio (1990-1993); André Authier (président de l’UICr 1991-1993)
- Michel Hospital (1987-1990)
- Jean-François Petroff (1984-1987)
- Jean Meinnel (1981-1983)
- Stanislas Goldstaub (1972-1973)[8]
- André Authier (1970-1972); André Guinier (président de l’UICr de 1969 à 1972)
- Erwin Félix Lewy-Bertaut (1965)
- Hubert Curien (1965)
- Jacques Mering
- Robert Gay (1960)
- Jean Wyart (1954) (président de l’UICr de 1957 à 1959)
- Charles Mauguin (1947)[9]

## Les congrès de l'AFC
- IUCr-3 : Paris (1954)
- AFC56 : Paris
- AFC58 : (mars 1958)
- AFC60 : Strasbourg (4 juin 1960)
- AFC62 : Bordeaux
- AFC66 : Montpellier (16-18 mars 1966)
- AFC67 : Lyon (13-15 avril 1967)[10]
- AFC68 : Toulouse (18-20 mars 1968)[11]
- AFC69 : Marseille (21-23 avril 1969)[12]
- AFC70 : Grenoble (25-27 mai 1970)[13]
- AFC71 : Lille (6-8 mai 1971)[14]
- ECM-1 : Bordeaux (1973)
- AFC83 : Lille
- AFC88 : Lyon
- IUCr-15 : Bordeaux (1990)
- AFC92 : Paris
- AFC93 : Strasbourg
- AFC95 : Grenoble
- AFC98 : Orléans
- ECM-19 : Nancy (2000)
- AFC2001 : Orsay
- AFC2003 : Caen
- AFC2006 : Toulouse
- AFC2008 : Rennes
- AFC2010 : Strasbourg
- AFC2013 : Bordeaux
- AFC2016 : Marseille
- AFC2018 : Lyon
- AFC2021 : Grenoble
- AFC2024 : Montpellier[15]

## Les congrès du Groupe thématique biologie (GTBio-AFC)
- 1991 : réunion francophone de cristallographie des protéines à Cassis
- 1993 : réunion francophone de cristallographie des macromolécules à Mont-Saint-Odile
- 1996 : colloque du Groupe thématique biologie à Toulouse
- 1999 : colloque du Groupe thématique biologie à Hourtin
- 2004 : colloque du Groupe thématique biologie à Grenoble
- 2009 : colloque du Groupe thématique biologie à Paris
- 2012 : colloque du Groupe thématique biologie à Montpellier
- 2014 : colloque du Groupe thématique biologie à Grenoble

## Les congrès du GTBio-AFC - SFB (Société Française de Biophysique)
- 2016 : Colloque du GTBio-AFC à Obernai coorganisé avec la SFB
- 2019 : 1er Congrès de Biologie Structurale Intégrative à Toulouse
- 2021 : 2ème congrès de Biologie Structurale Intégrative à Paris-Saclay
- 2023 : 3ème congrès de Biologie Structurale Intégrative à Marseille[16]

## 2014: Année internationale de la cristallographie
Les Nations unies ont décidé en assemblée générale, le 3 juillet 2012, de proclamer 2014 « année internationale de la cristallographie » (IYCr 2014). La cérémonie d'ouverture a eu lieu les 20 et 21 janvier 2014 au siège de l’UNESCO à Paris. En France, des évènements pour le grand public, des expositions et conférences se succéderont tout au long de l'année 2014.